# Mike Shaw
Pour les articles homonymes, voir Shaw.
Mike Shaw, né le 9 mai 1957 à Skandia dans le Michigan et mort le 11 septembre 2010, est un catcheur professionnel américain . Il est surtout connu pour son apparition à la World Wrestling Federation sous le nom de Bastion Booger.

## Carrière

### Débuts 1981-1988)
Mike Shaw commence sa carrière en 1981 à la Vancouver NWA All-Star Wrestling, sous le nom de Klondike Mike. En 1982, il part pour la fédération de Stu Hart (père de Bret Hart) à la Stampede Wrestling à Calgary, Alberta, Canada.
Son premier grand rival est Owen Hart.

### World Championship Wrestling (1989-1991)
En 1989, il est repéré par la WCW, qui l’engage sous le nom de Norman the Lunatic. Il est alors managé par Theodore Long. Il combat alors des grands noms de la WCW comme Kevin Sullivan. La WCW lui accorde un match pour le titre NWA World Champion face à Ric Flair.

### Circuit Indépendant (1991-1993)
En 1991 Shaw part pour la Global Wrestling Association où il rencontre Cactus Jack, Rip Rogers et Scotty Anthony.
Durant les années 1990, il part pour le Mexique.

### World Wrestling Federation (1993-1998) 1998-2010 apparitions occasionnelles
En 1993, il débute à la World Wrestling Federation, sous le nom de Friar Fergusion, mais il abandonne ce rôle pour devenir Bastion Booger. Il devient alors un catcheur dégoûtant qui arrive sur le ring avec sa nourriture. Il rencontrera Lex Luger, et au Survivor Series 1993, fera partie de la bande à Bam Bam Bigelow. Autour de Luna Vachon, Bastion Booger rentrera en conflit avec Bam Bam Bigelow. En 1994, il met fin à son accord avec la WWF.
Il se retire du monde du catch en 1998, mais lors du 15e anniversaire de Raw, il revient pour une courte apparition à WWE le 10 décembre 2007
Shaw est décédé d'une embolie pulmonaire le 11 septembre 2010 à l'âge de 53 ans

## Palmarès
- NWA All-Star Wrestling
  - NWA Canadian Tag Team Championship (Vancouver version) ([2 fois) avec Danny O (1) et Dean Ho (1)

- Pro Wrestling Illustrated
  - Classé 403e des 500 meilleurs catcheurs en 2003

- Stampede Wrestling
  - Stampede International Tag Team Championship (2 fois) avec Vulkan Singh (1) et Jerry Morrow (1)
  - Stampede North American Heavyweight Championship (3 fois)

- Wrestling Observer Newsletter awards
  - Most Embarrassing Wrestler (1993)
  - Pire match de l'année 1993 avec Bam Bam Bigelow et The Headshrinkers vs. The Bushwhackers et Men on a Mission à Survivor Series